# دوري كرة القدم الألباني الدرجة الأولى 2006–07
دوري كرة القدم الألباني الدرجة الأولى 2006–07 هو موسم من دوري كرة القدم الألباني الدرجة الأولى ‏. أشرف على تنظيمه اتحاد ألبانيا لكرة القدم، وفاز فيه نادي سكندربيو كورتشه.